# Paul Götz
Pour les articles homonymes, voir Götz.
Paul Götz (1883 - 1962) est un astronome allemand qui a découvert 20 astéroïdes entre 1903 et 1905.

## Biographie
Il soutint sa thèse de doctorat en 1907 au Landessternwarte Heidelberg-Königstuhl (observatoire du Königstuhl situé près de Heidelberg) de l'université de Heidelberg.
À l'époque, l'observatoire de Heidelberg était un important centre de recherche d'astéroïdes dirigé par Max Wolf, et plusieurs anciens et futurs camarades doctorants (Raymond Smith Dugan, Joseph Helffrich, Franz Kaiser, Karl Reinmuth, Emil Ernst et Alfred Bohrmann) firent de nombreuses découvertes d'astéroïdes. Il est donc certain que les découvertes d'astéroïdes faites par "P. Gotz" à Heidelberg à cette époque sont dues au Paul Götz qui obtint son Ph.D. en 1907.
L'astéroïde (2278) Götz est probablement nommé d'après lui.
Il est difficile de savoir s'il s'agit de la même personne que "F. W. Paul Götz" de Suisse qui rédigea un article important en 1931 sur l'effet Umkehr (en) en mesurant la couche d'ozone de l'atmosphère terrestre. À partir de 1926, il utilisa des spectromètres Dobson à Arosa en Suisse pour repérer la couche d'ozone et mesurer son épaisseur.

## Astéroïdes découverts
| (520) Franziska    | 27 octobre 1903   | avec Max Wolf     |
| (538) Friederike   | 18 juillet 1904   |                   |
| (542) Susanna      | 15 août 1904      | avec August Kopff |
| (543) Charlotte    | 11 septembre 1904 |                   |
| (544) Jetta        | 11 septembre 1904 |                   |
| (545) Messaline    | 3 octobre 1904    |                   |
| (546) Hérodias     | 10 octobre 1904   |                   |
| (547) Praxedis     | 14 octobre 1904   |                   |
| (548) Cressida     | 14 octobre 1904   |                   |
| (554) Peraga       | 8 janvier 1905    |                   |
| (556) Phyllis      | 8 janvier 1905    |                   |
| (563) Suleika      | 6 avril 1905      |                   |
| (564) Dudu         | 9 mai 1905        |                   |
| (566) Stereoskopia | 28 mai 1905       |                   |
| (567) Éleuthéria   | 28 mai 1905       |                   |
| (568) Cheruskia    | 26 juillet 1905   |                   |
| (571) Dulcinée     | 4 septembre 1905  |                   |
| (572) Rebekka      | 19 septembre 1905 |                   |
| (576) Emanuela     | 22 septembre 1905 |                   |
| (1418) Fayeta      | 22 septembre 1903 |                   |